# Sorbus intermedia
Sorbus intermedia (serbal de Suecia) es una especie de serbal de Suecia meridional, con algunas manchas en el extremo oriental de Dinamarca (Bornholm), el extremo suroeste de Finlandia), los estados bálticos y el norte de Polonia.

## Descripción

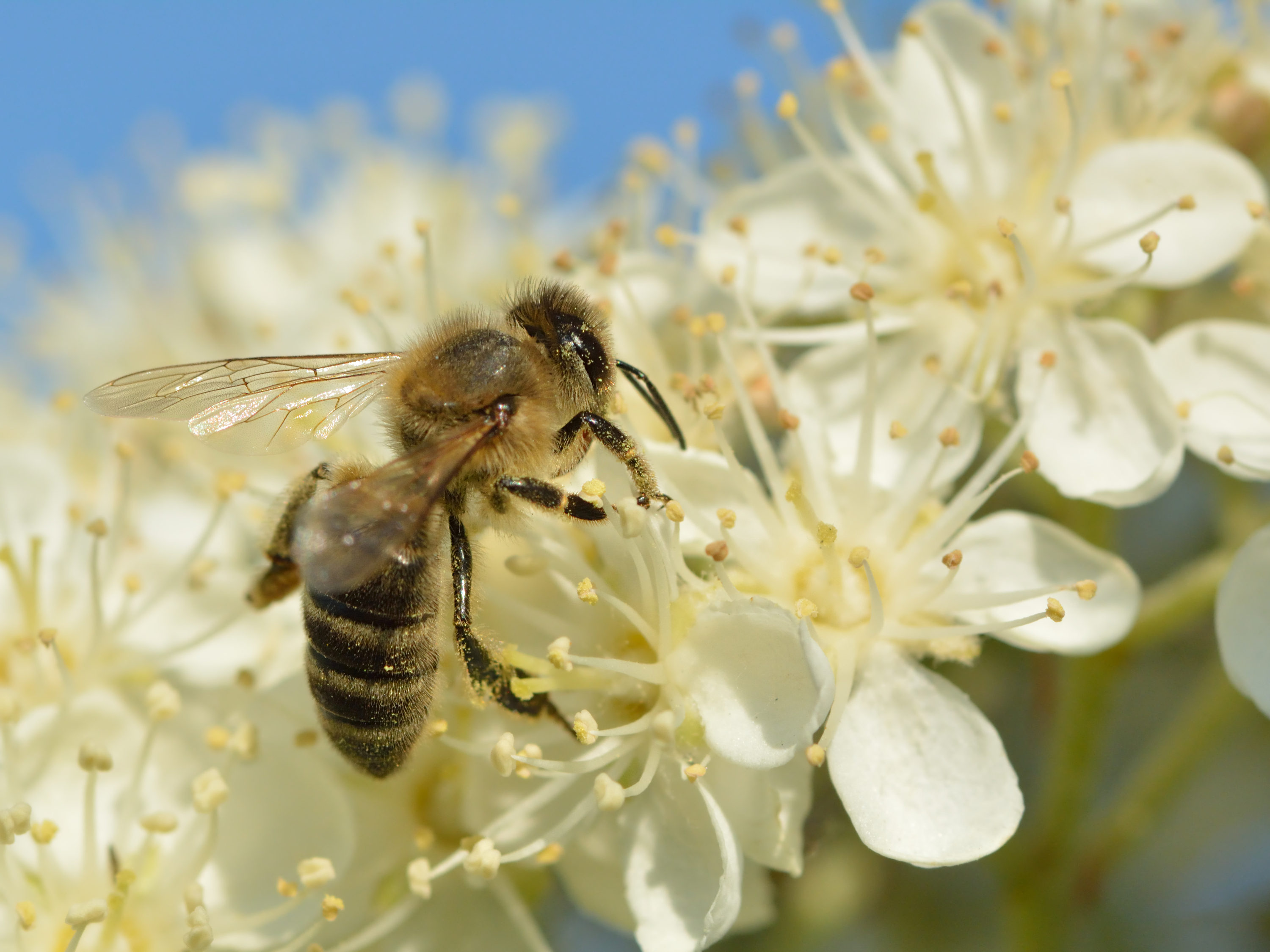

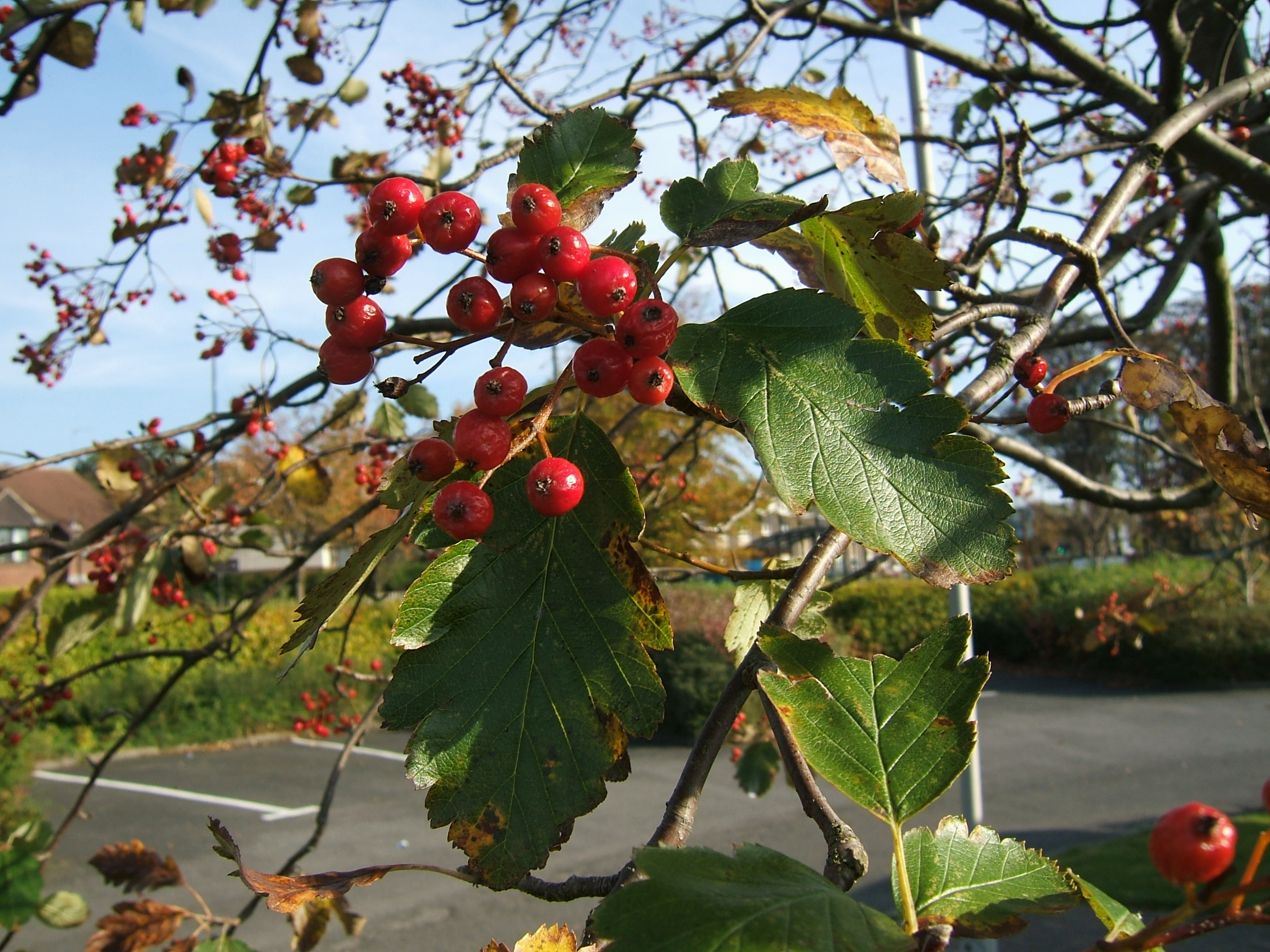
Fruto maduro.

Es un árbol caducifolio (sus hojas caen en otoño) de mediano tamaño que llega a los 10–20 m de alto con un tronco de hasta 60 cm de diámetro y una corteza gris; la corona tiene forma de cúpula, con ramas horizontales. Las hojas son verdes en el haz y densamente pilosas con vello blanco grisáceo en el envés, 7–12 cm de largo y 5–7 cm de ancho, con 4-7 lóbulos en cada lado de la hoja, más anchos cerca de la mitad, redondeado en el ápice y finamente serrado en el borde. El color otoñal es de un amarillento apagado a pardo grisáceo. Las flores tienen 15–20 mm de diámetro, con 5 pétalos blancos. El fruto es pumiforme, de forma oval de 15 mm de largo y 10 mm de diámetro, de color rojo anaranjado a rojo, madurando a mediados del otoño. El fruto es más bien seco, y lo comen los túrdidos y ampelis, que dispersan las semillas.
El serbal de Suecia es un híbrido triploide entre el serbal de los cazadores, el silvestre y el blanco o uno de sus parientes más cercanos. Está estrechamente emparentado con el Sorbus hybrida ("serbal de Finlandia"), otra especie de origen híbrido, que difiere al tener las hojas más hondamente lobuladas, con los dos pares basales cortados justo por la mitad como folículos separados. Ambos son especies tetraploides apomícticas que se reproducen sin polinización.

## Cultivo y usos

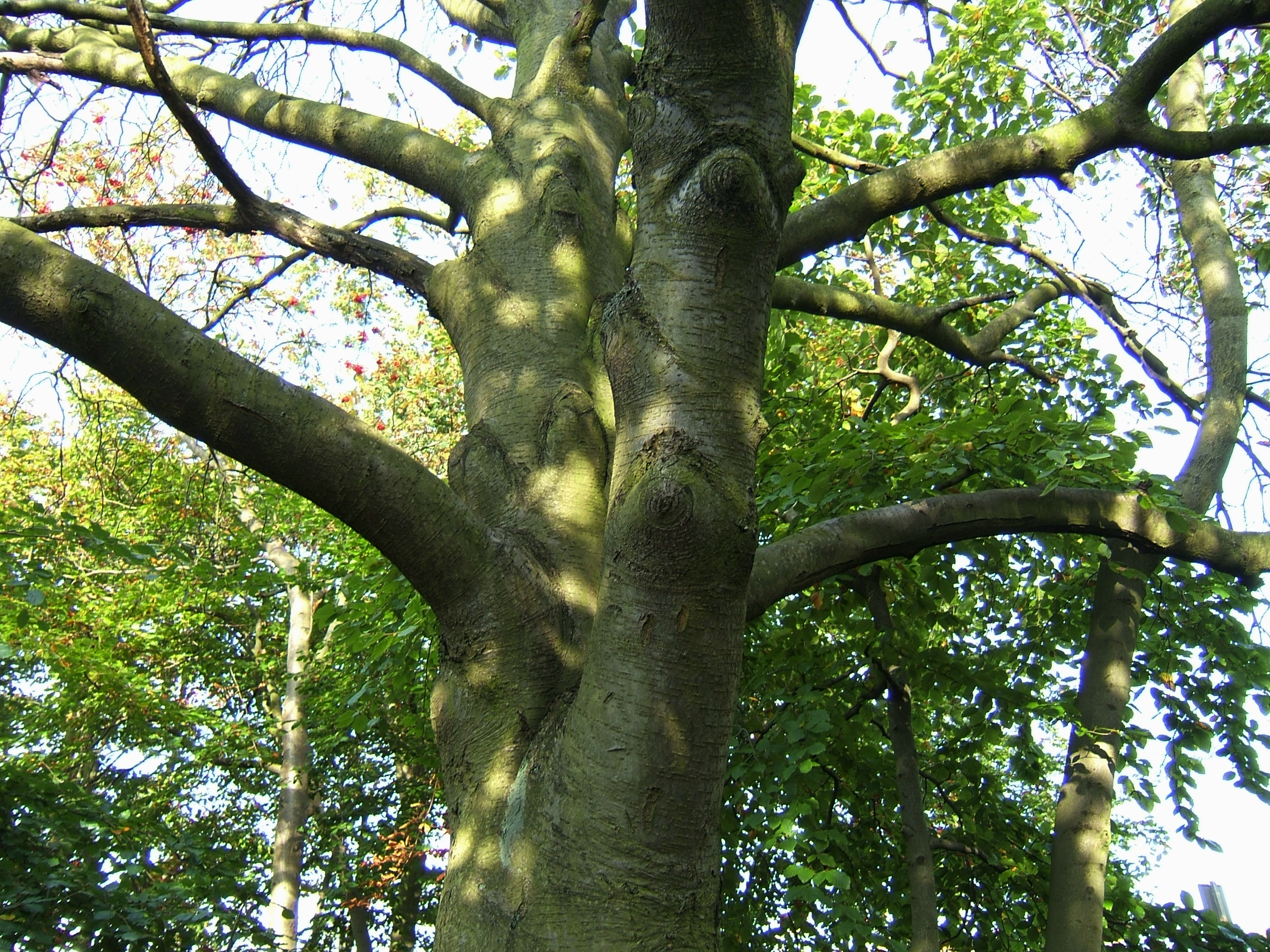
Tronco, mostrando las ramas rectas, casi horizontales.

Se cultiva sobre todo como un árbol ornamental en el norte de Europa, valorado por su tolerancia a las condiciones de las calles urbanas; se usa mucho en avenidas y parques urbanos. Frecuentemente se naturaliza en las islas británicas. En épocas recientes se han hecho plantaciones que no son de serbal de Suecia sino de uno próximo, el Sorbus mougeotii ("serbal de los Vosgos"), otra especie apomíctica que viene de mucho más al sur de Europa que tiene las ramas más erectas, las hojas con unos lóbulos menos profundos y el envés es más blanco, con un fruto de rojo más oscuro.

## Taxonomía
Sorbus intermedia fue descrita por (Jakob Friedrich Ehrhart) Christian Hendrik Persoon y publicado en Synopsis Plantarum 2(1): 38, en el año 1806.
Sinonimia
- Crataegus aria var. scandica L.
- Pyrus intermedia Ehrh.	basónimo
- Sorbus scandica Hedl.[10]